# Khatun (cràter)
Khatun és un cràter d'impacte en el planeta Venus de 44,1 km de diàmetre. Porta el nom de Mihri Khantun (1456-1514), poetessa turca, i el seu nom va ser aprovat per la Unió Astronòmica Internacional el 1985.